# Gabriela Yumi
Gabriela Yumi Nishi Gomes (Paranavaí, 21 de outubro de 1994) é uma ciclista brasileira especializada em ciclismo de pista.
Convocada para os Jogos Pan-Americanos de 2015 em  Toronto, na véspera da estreia no ciclismo, Gabriela Yumi sentiu fortes dores abdominais, sendo internada em um hospital canadense e operada de apendicite, não participando assim da competição. Gabriela iria disputar a prova individual e por equipes do ciclismo de pista.

## Títulos[2][3]
- Medalha de ouro no Campeonato Pan-Americano 2012 (prova de keirin) - Guatemala
- Medalha de prata no Campeonato Pan-Americano 2012 (prova de velocidade) - Guatemala
- Campeã brasileira de 2013 (prova de keirin)
- Vice-campeã pan-americana de 2014 (prova de keirin)
- Medalha de bronze nos Jogos Sul-Americanos de 2014 (velocidade por equipes) - Chile